# Dolyobius lingulatus
Dolyobius lingulatus är en insektsart som beskrevs av Rauno E. Linnavuori 1959. Dolyobius lingulatus ingår i släktet Dolyobius och familjen dvärgstritar. Inga underarter finns listade i Catalogue of Life.